# Resolució 2376 del Consell de Seguretat de les Nacions Unides
La Resolució 2376 del Consell de Seguretat de les Nacions Unides fou adoptada per unanimitat el 14 de setembre de 2017. El Consell va ampliar el mandat de la Missió de Suport de les Nacions Unides a Líbia (UNSMIL) per un any fins al 15 de setembre de 2018.
El Consell estava preocupada pel deteriorament de les condicions de vida i serveis bàsics a Líbia. S'estaven duent a terme esforços per millorar els serveis bàsics i produir més petroli per obtenir més diners.
El mandat de la UNSMIL va ser prorrogat fins al 15 de setembre de 2018. Es va instruir a la missió d'expandir-se a la ciutat de Trípoli i en fases a altres parts de Líbia si la situació de seguretat ho permetia.